# Drankersken
Drankersken er en dansk stumfilm fra 1915, der er instrueret af Hjalmar Davidsen.

## Handling
Denne artikel mangler et handlingsreferat. Hjælp os med at skrive det.

## Medvirkende
- Svend Rindom - Løjtnant Vollmar von Hohe
- Nicolai Johannsen - Dr. med. Hermann
- Agnete Blom - Ada von Junghaus
- Vita Blichfeldt
- Charles Willumsen
- Ingeborg Olsen
- Holger Syndergaard
- Franz Skondrup
- Henny Lauritzen
- Alma Hinding
- Hilmar Clausen
- Ingeborg Bruhn Bertelsen